# Département de la Ruhr
Ne doit pas être confondu avec Roer (département).
 (mars 2016).
La Ruhr était un ancien département du Grand-duché de Berg, l'État satellite de la France impériale. Son nom vient de la rivière Ruhr. Sa capitale était Dortmund.